# Sébastien Pujol
Pour les articles homonymes, voir Pujol.
Sébastien Pujol, surnommé Bibou, est coproducteur et producteur exécutif des groupes Tryo et Sunshiners.
Gérant des sociétés de Tryo (productions, éditions, spectacle),  il continue au centre des activités du groupe.[incompréhensible]
Également conseil auprès de Matthieu Chédid et sa société LaboM.
Au départ technicien du son et ami des membres de Tryo, c'est lui qui les encourage à concrétiser les prestations scéniques de leurs débuts, il aide à enregistrer et auto-produire leur premier album, distribue celui-ci à près de 15 000 exemplaires à la force de ses bras, enregistre le suivant et assure la production exécutive des autres.